# Maniewicze
Maniewicze (ukr. Маневичі, niem. Manewytschi, jid. מנייביץ') – osiedle typu miejskiego na Ukrainie i stolica rejonu w obwodzie wołyńskim.

## Historia
Miasteczko powstało za czasów Imperium Rosyjskiego w 1901 roku podczas budowy stacji na kolei Kowel–Sarny. W roku następnym stacja kolejowa Maniewicze została uruchomiona. Stacja dostała nazwę od pobliskiej wsi (obecnie wieś Prylisne). W latach 30. ХХ w. prężnie się rozwija. M.in. zbudowano jedną z fabryk belgijskiego koncernu Parquets LaСhappelle. Powstały liczne tartaki. W latach 30. do miasta masowo przybywają Polacy oraz Żydzi i stanowią większość zamieszkałej tu ludności. W okresie lat 1930-1939 wg szacunków zamieszkują tutaj przeważnie Żydzi (ok. 50%), Polacy (ok. 30%) oraz Ukraińcy, Niemcy. Miejscowość była siedzibą wiejskiej gminy Maniewicze.

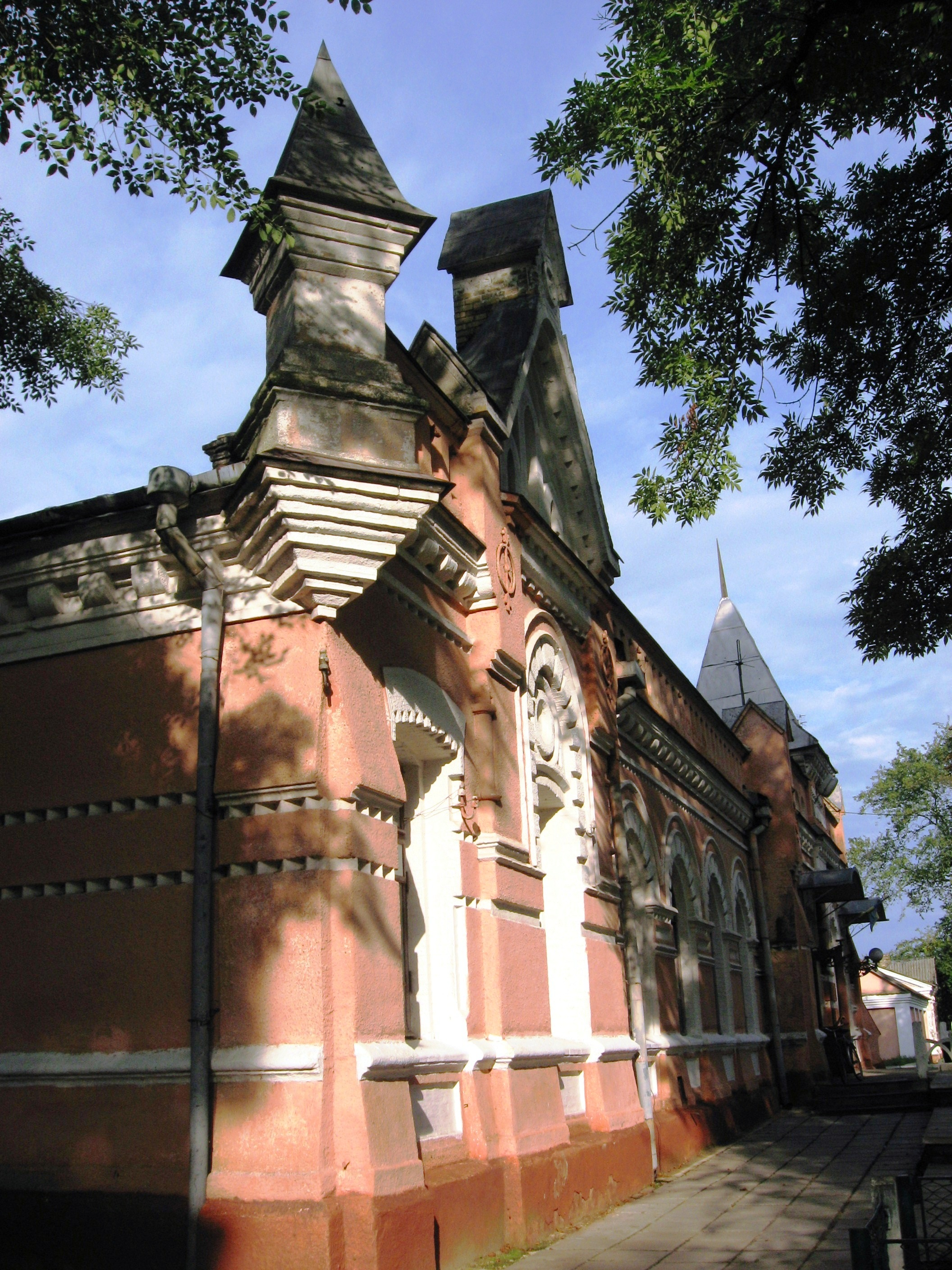
Fragment dworca kolejowego

Polska ludność została częściowo deportowana przez komunistów w latach 1939–1941, w wyniku agresji Związku Radzieckiego na Polskę 17 września 1939 roku, natomiast prawie cała żydowska ludność Maniewicz została wymordowana podczas ІІ wojny światowej. W 1941 roku Ukraińcy urządzili trzydniowy pogrom, podczas którego grabiono żydowskie mienie. 26 sierpnia 1941 Sicherheitsdienst z Kowla wraz z ukraińską policją rozstrzelało 327 Żydów. Wiosną 1942 dla około 1 tys. pozostałych przy życiu Żydów, także przesiedlonych z okolicznych wsi, założono getto, zlikwidowane zaledwie 9 września 1942 roku. Masakry odbywały się w lesie, w kierunku na wieś Czerewacha. Około 200 Żydów zdołało zbiec przed egzekucją; część z nich przyłączyła się do oddziału sowieckiej partyzantki Nikołaja Koniszczuka „Kruka”.
Większość Polaków opuściła miasteczko po wojnie. Od 1993 działa tu oddział Stowarzyszenia Kultury Polskiej na Wołyniu.
Do 2020 w rejonie maniewickim.

## Atrakcyjne miejsca
- Dworzec kolejowy (1905),
- Kościół rz.-kat. pw. Ducha Świętego (1933–1937), przy którym mieści się odnowiony cmentarz legionistów polskich i grób dwóch proboszczów parafii (w tym fundatora obecnego kościoła).
- Niedaleko od Maniewicz (przy trasie Lubieszów-Łuck) znajduje się obiekt hydrologiczny – Źródła Okońskie, słynące ze swej czystej wody o szczególnym składzie chemicznym.

## Miasta partnerskie
- Zgierz (Polska)
- Warasz (Ukraina)
- Kupiszki (Litwa)

## Fotogaleria

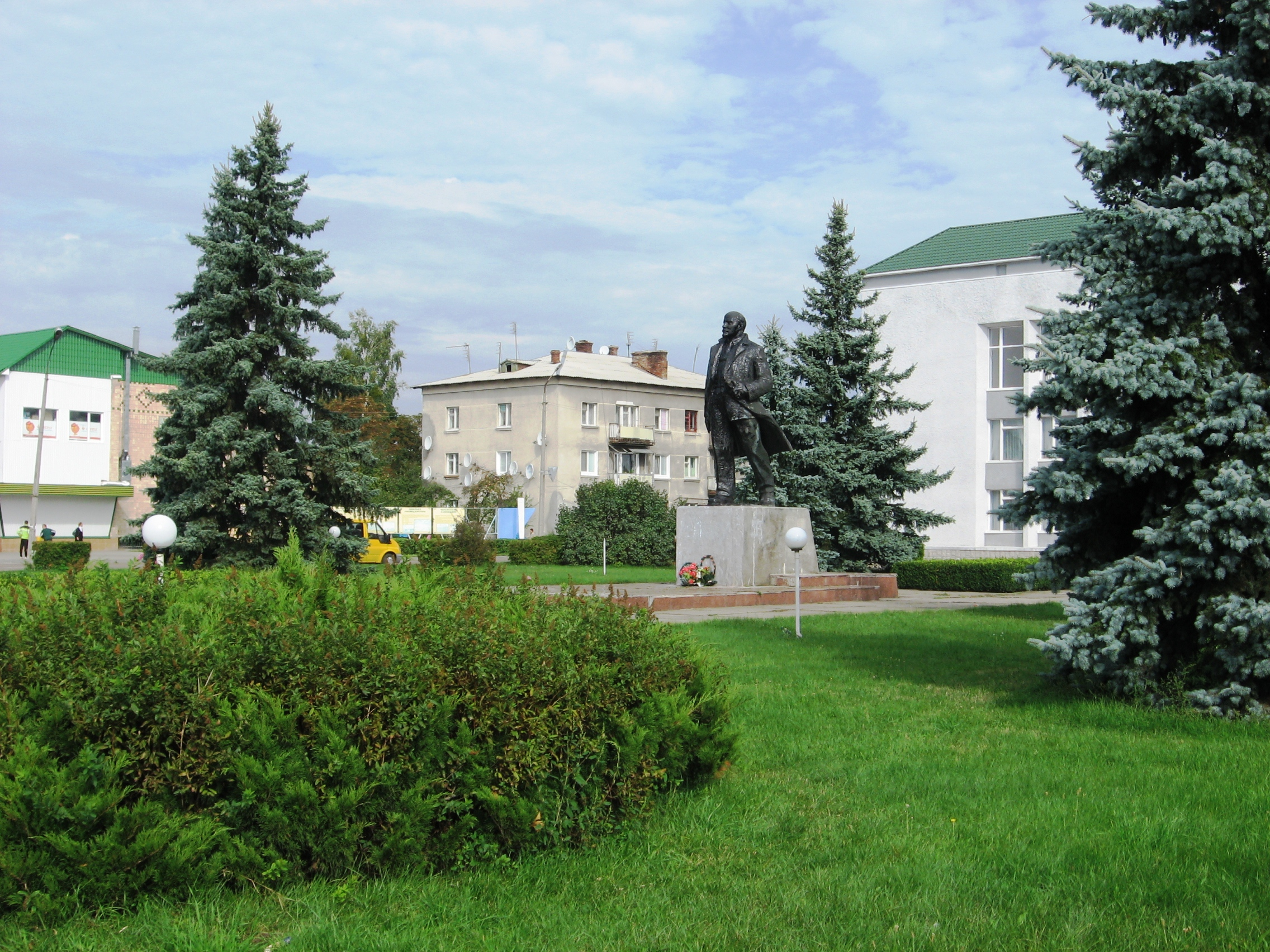
Centralny plac z jedynym na Wołyniu pomnikiem Lenina, demontowanym 21.02.2014
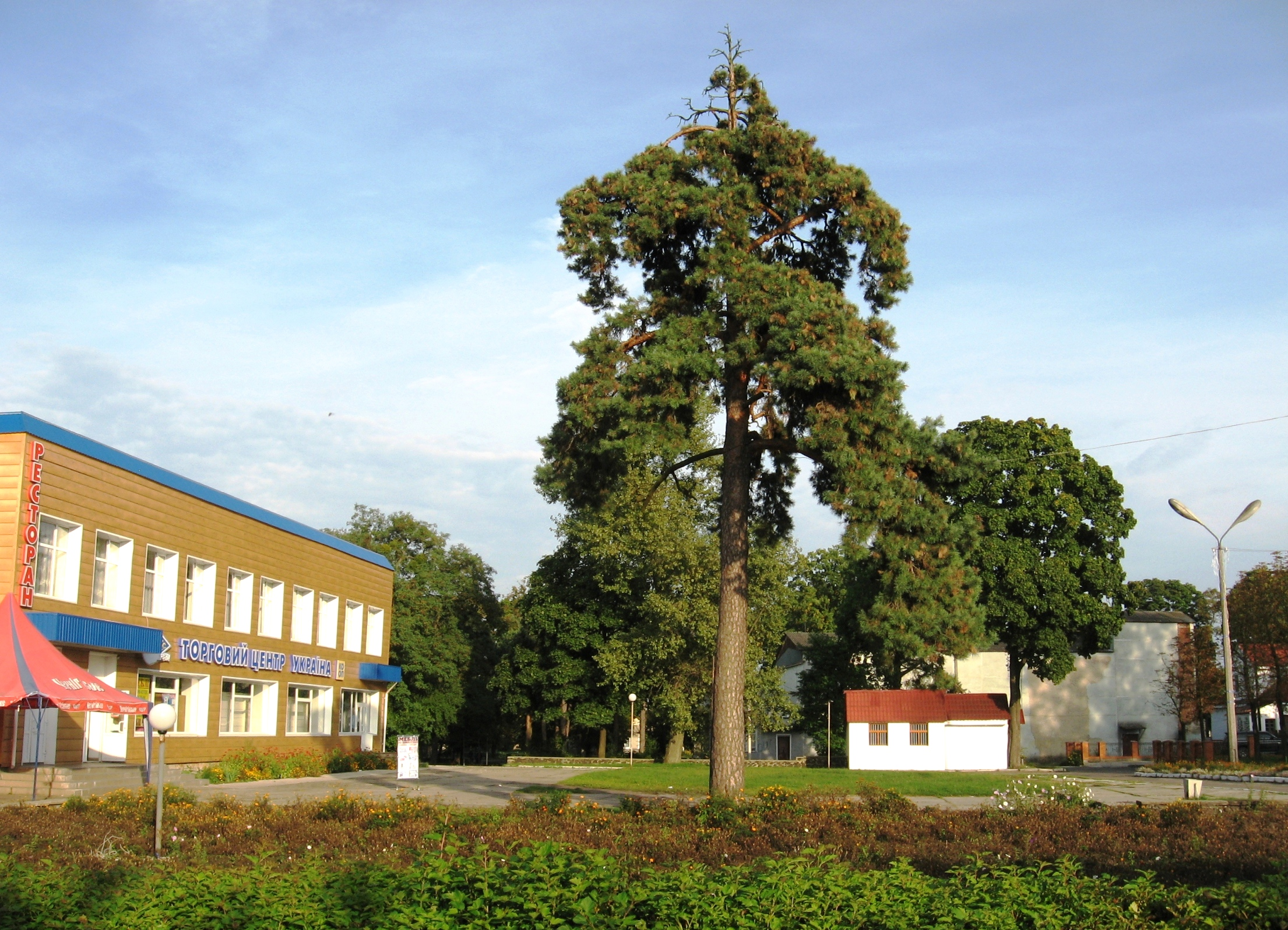
Ulica w centrum miasteczka
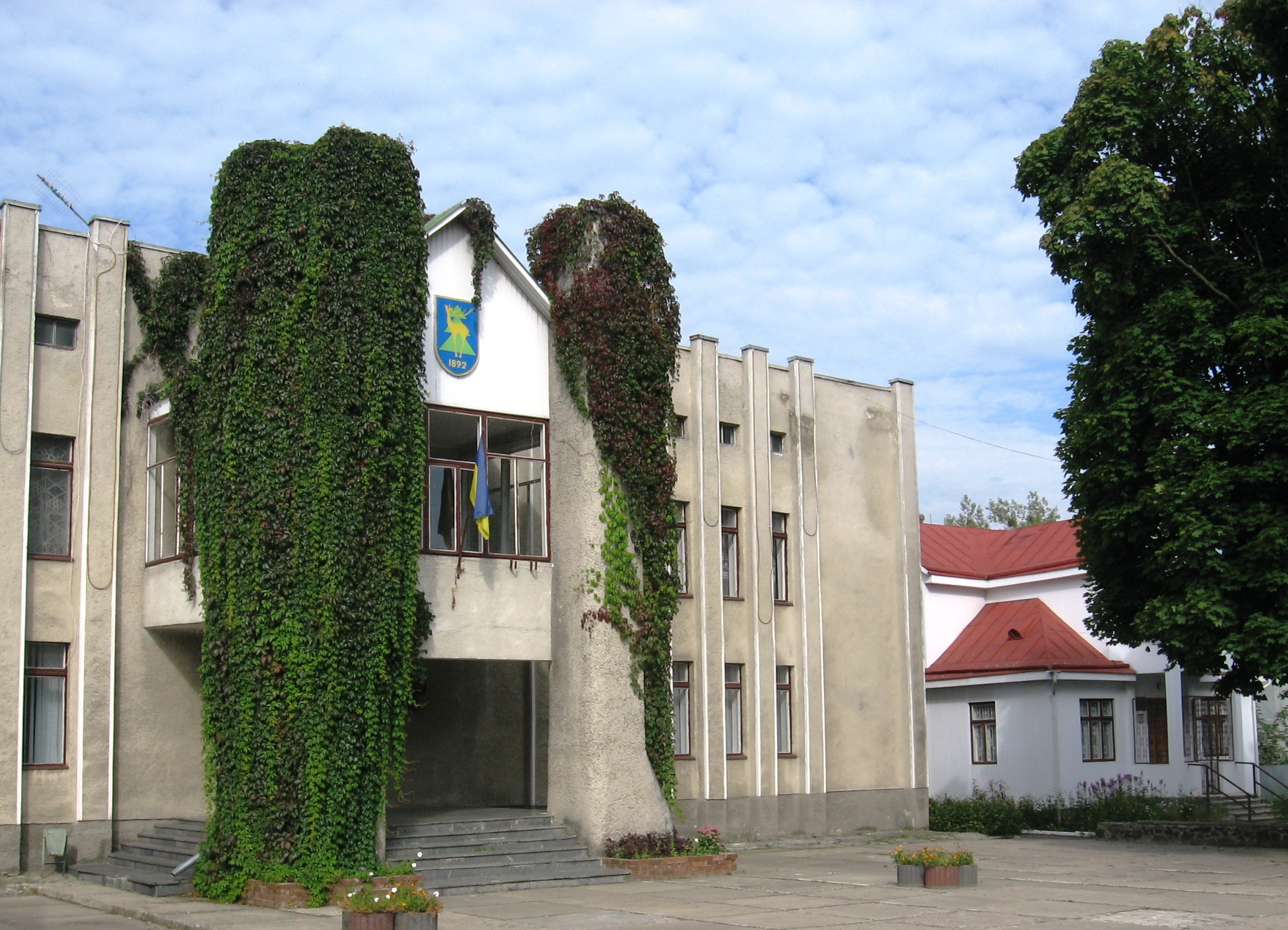
Rada miejska
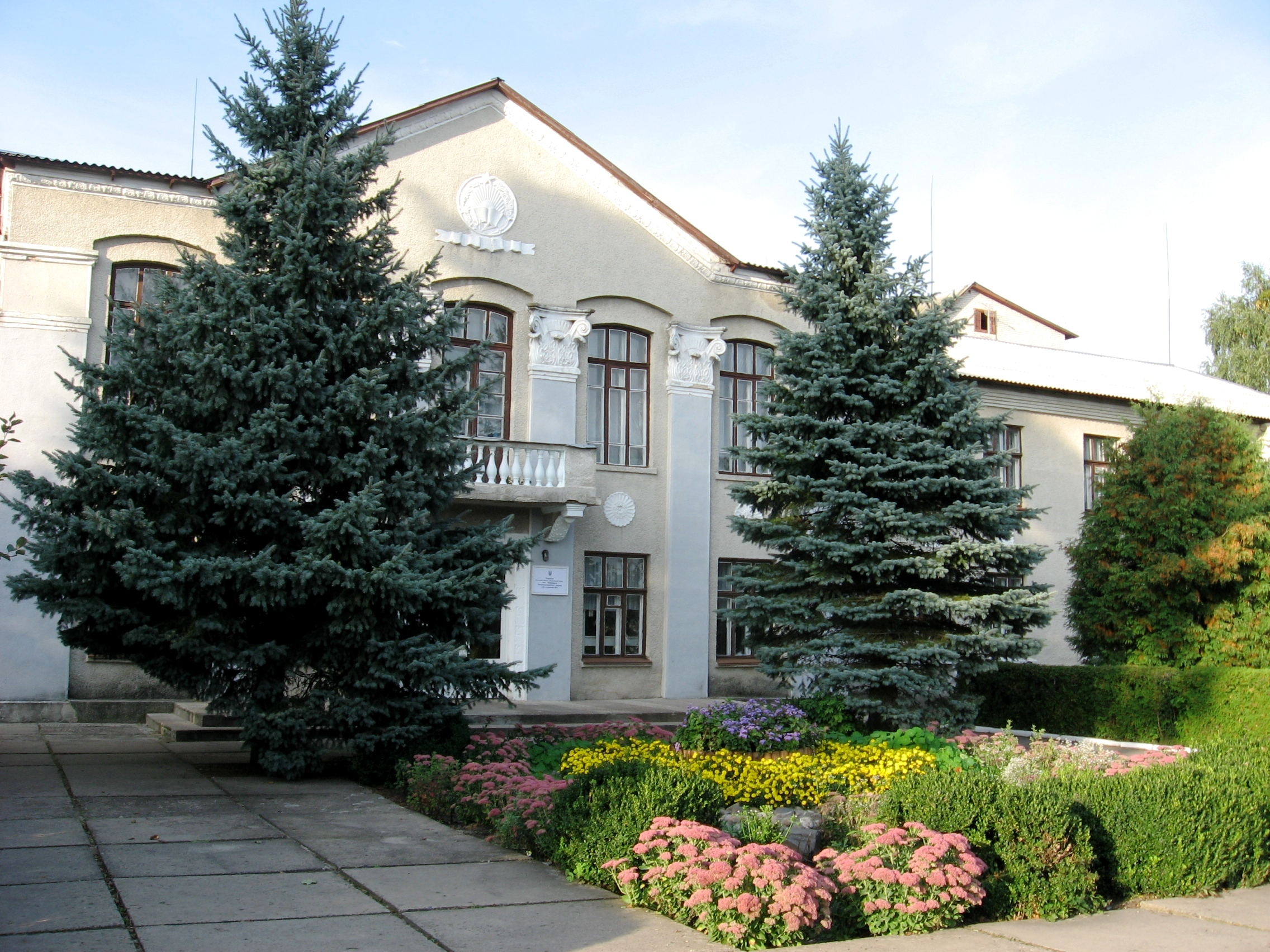
Szkoła nr 1
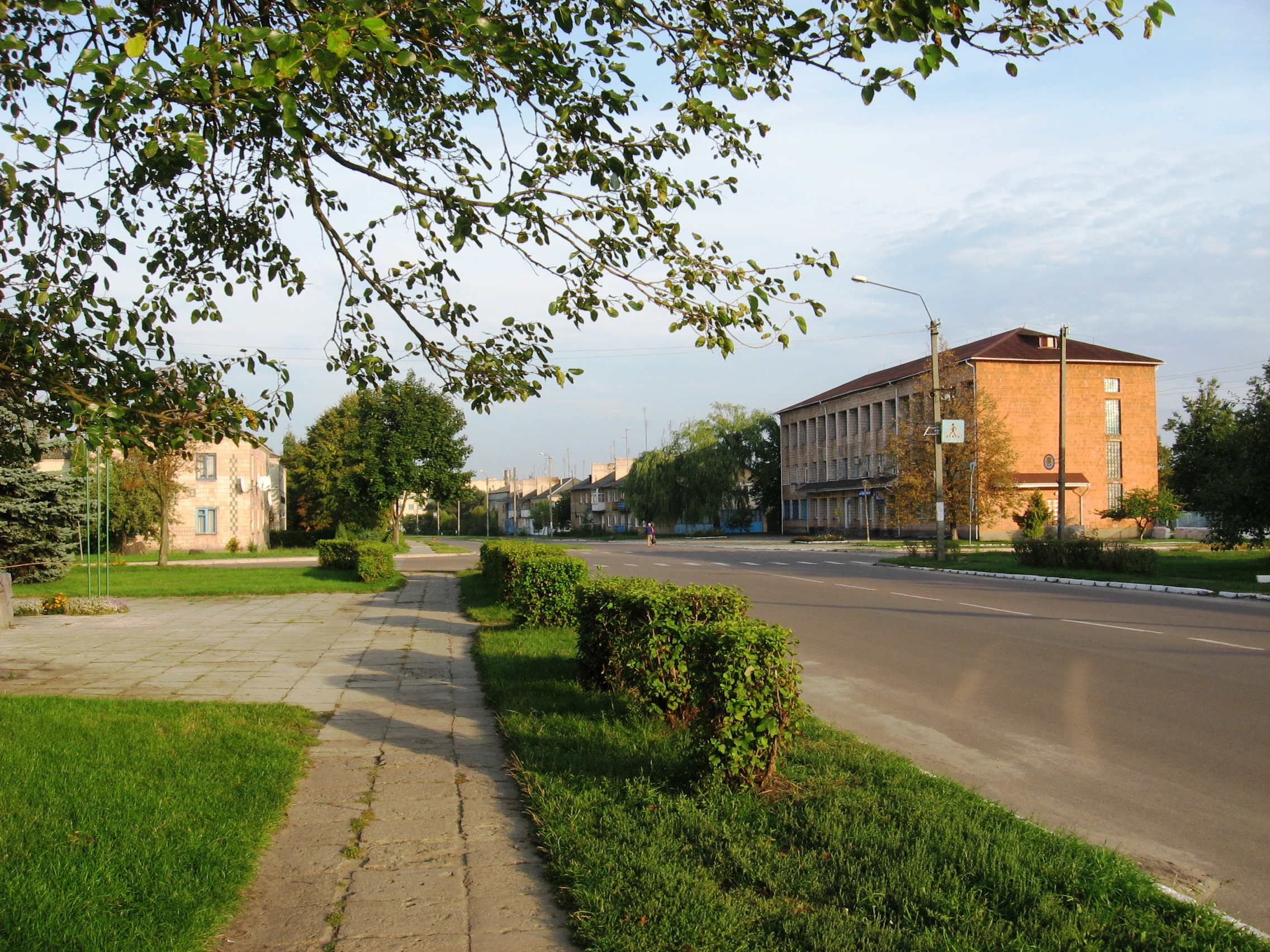
Ulica Nezależnosti
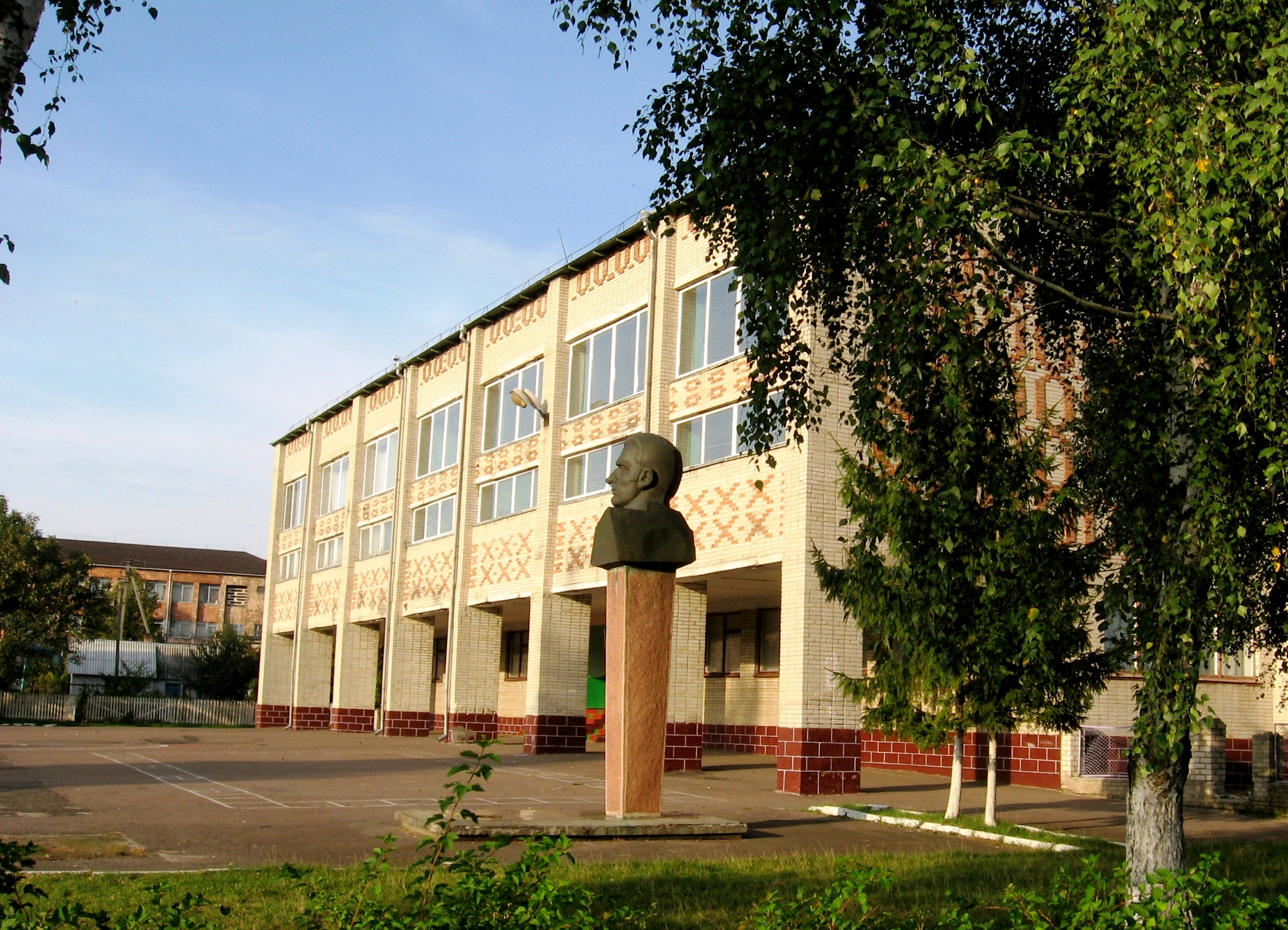
Szkoła nr 2
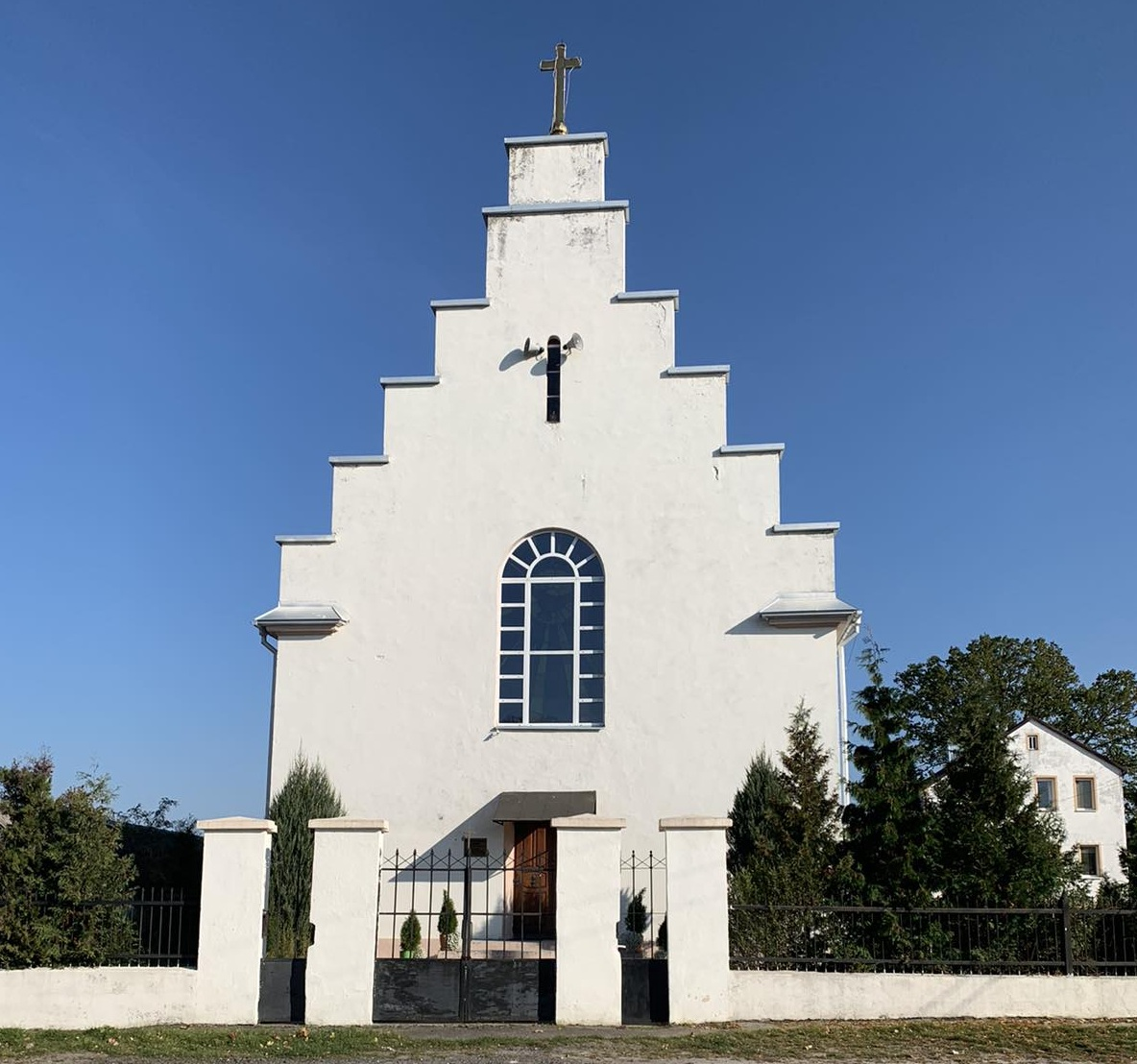
Kościół rzymskokatolicki
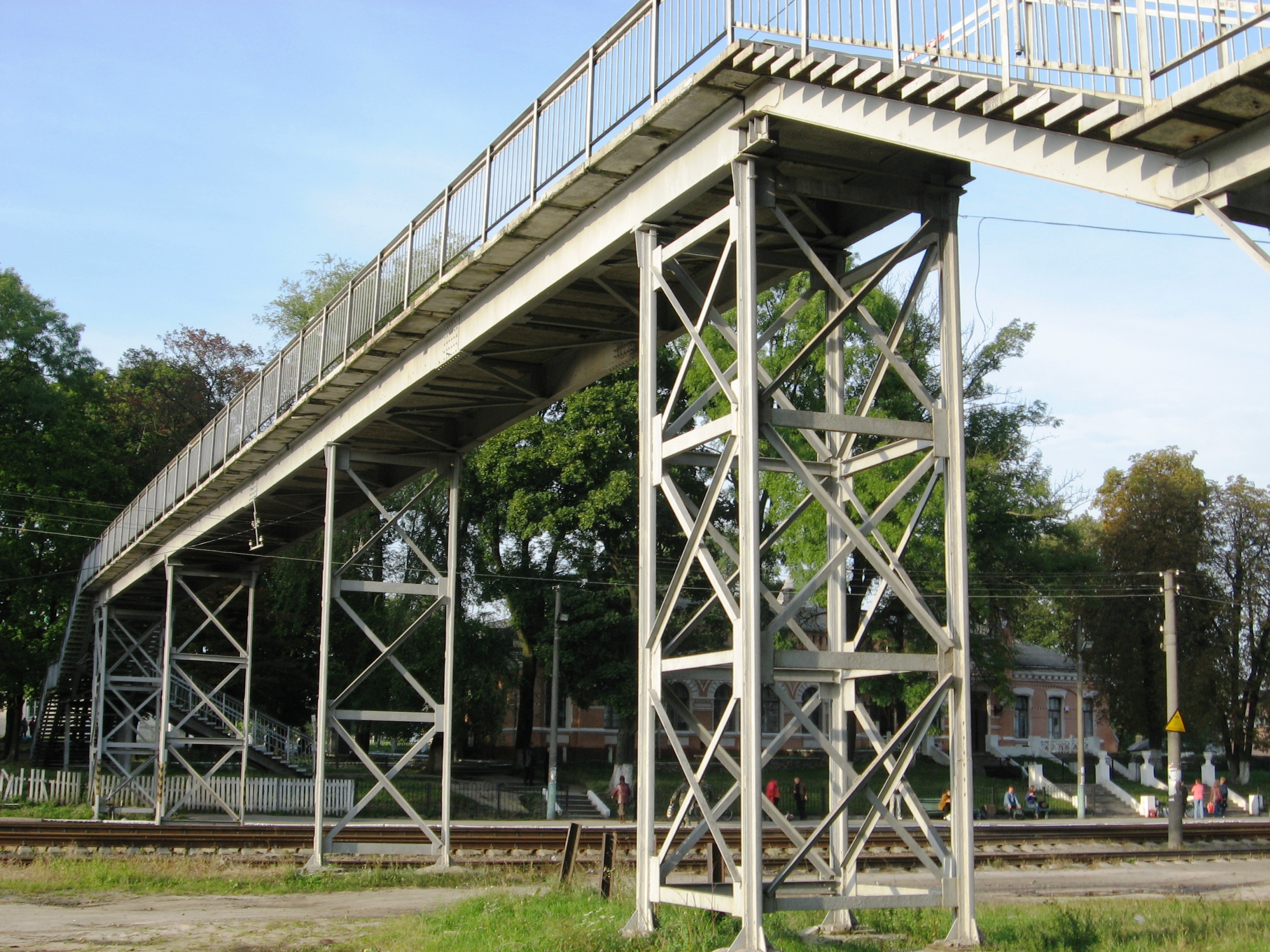
Wiadukt
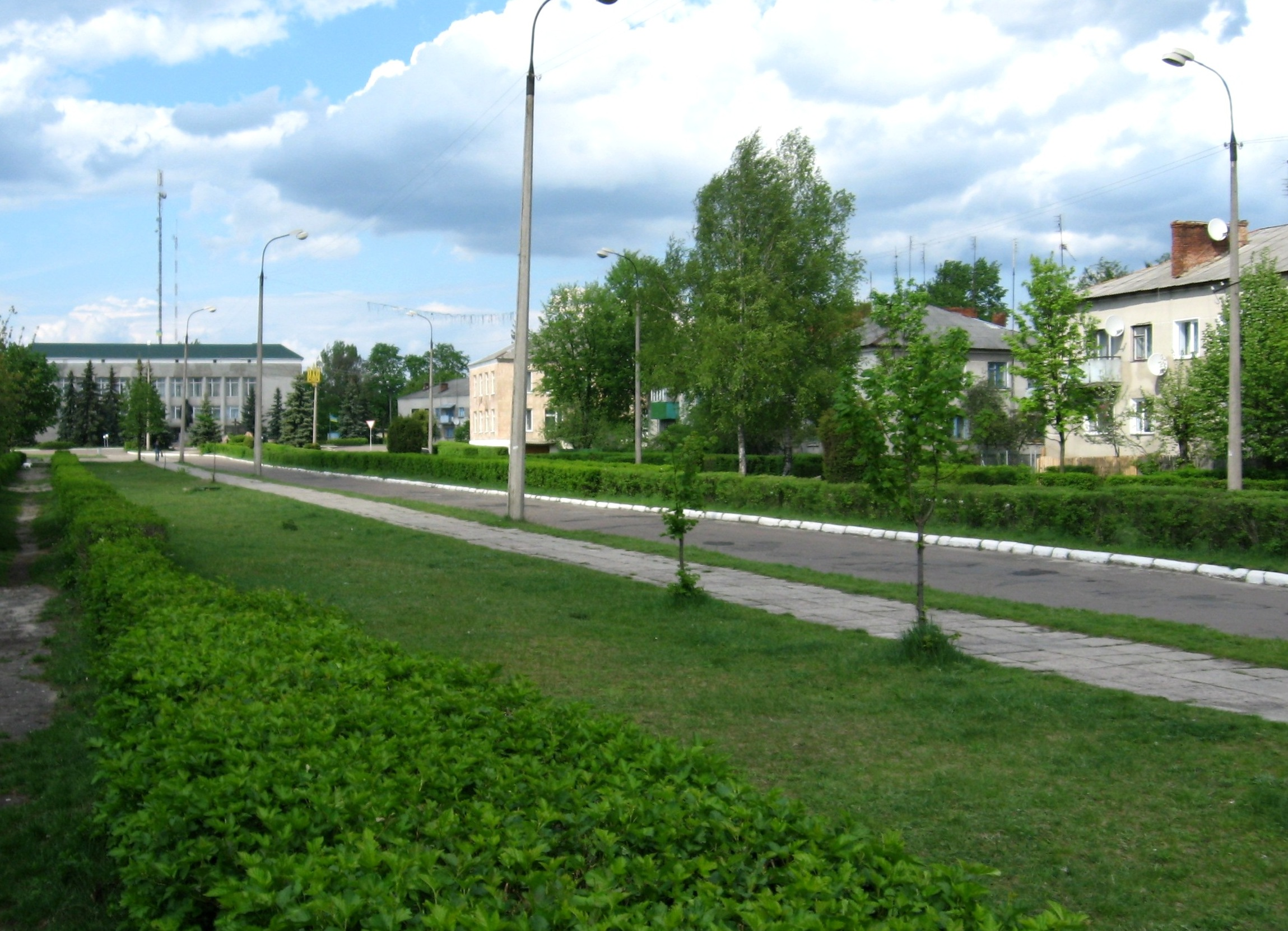
Prospekt Woli